# Dyckia orobanchoides
Dyckia orobanchoides är en gräsväxtart som beskrevs av Carl Christian Mez. Dyckia orobanchoides ingår i släktet Dyckia och familjen Bromeliaceae. Inga underarter finns listade i Catalogue of Life.